# 林忠彦
林 忠彦（はやし ただひこ、1918年〈大正7年〉3月5日 - 1990年〈平成2年〉12月18日）は、日本の写真家である。

## 経歴
山口県生まれ。木村伊兵衛、土門拳、渡辺義雄などと並ぶ昭和を代表する写真家の一人である。太平洋戦争（大東亜戦争）後の日本の風俗や文士、風景など多岐にわたる写真を撮影した。
特に文士を撮影したものは有名で、銀座のバー「ルパン」で知り合った織田作之助・太宰治・坂口安吾の酒場での姿や、坂口安吾の紙屑に囲まれた仕事場の風景は、林忠彦の名を世に知らしめた。特に1946年に撮った太宰治のネクタイ姿の肖像写真が有名。この写真を撮った時のことについては、林自身による回顧が残されている。

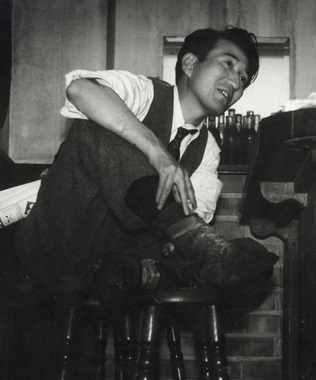
林が撮った、太宰治。銀座のBAR「ルパン」にて（1946年）

ルパンは銀座の文春画廊の裏横丁にあって、仕事の連絡場所として林が使っていたバーだった。ある日、織田作之助と坂口安吾の他に2、3人がルパンにやってきたので、林が織田の写真を撮っていると、反対側で安吾と並んで飲んでベロベロに酔っぱらっていた男が「おい、俺も撮れよ。織田作（織田作之助）ばっかり撮ってないで、俺も撮れよ。」ととわめきだした。この男が太宰だった。当時、林は太宰の顔を見知っておらず、隣りの人にあれは誰かと聞いて初めて太宰だと知った。
この時に、残っていた最後のフラッシュ・バルブを使って撮ったのが、有名になる太宰のポートレート写真である。
撮影から1年半後に太宰が劇的な自殺を遂げたことで、使用注文が相次いだ。
晩年は癌に冒され、脳内出血のため半身不随とも闘病し、東海道を中心とした写真を撮り続けた。
没後の1991年（平成3年）郷里の徳山市（現・周南市）と徳山市文化振興財団によりアマチュア写真家振興の目的で「林忠彦賞」が創設された。また、周南市美術博物館には林忠彦記念室が設けられている。

## 略年譜
- 1918年（大正7年）山口県都濃郡徳山町（現・周南市幸町）の林写真館の長男に生まれる。
- 1930年（昭和5年）徳山尋常高等小学校を卒業し、徳山商業学校（現・徳山商工高校）に入学する。
- 1935年（昭和10年）徳山商業学校を卒業し、親の薦めで大阪市の中山正一写真館へ修行に出る。
- 1936年（昭和11年）肺結核のため帰省し入院。退院後、アマチュア写真クラブ「猫之目会」に入会し、林城民の名で活動する。
- 1938年（昭和13年）上京しオリエンタル写真学校入学。同年卒業して帰郷。
- 1939年（昭和14年）郷里でその放蕩ぶりが問題になり、勘当同然の状態で再度上京。東京光芸社に入社。
- 1941年（昭和16年）日本報道写真協会の会員となる。
- 1942年（昭和17年）中国に渡り、石津良介・大竹省二・加藤恭平らと在北京日本大使館の外郭団体として「華北弘報写真協会」を設立し、日本の宣伝写真を撮影した。
- 1946年（昭和21年）北京で敗戦を迎え、この年に郷里徳山へ復員する。すぐに上京し、撮影活動を再開する。11月25日、銀座のバー「ルパン」で織田作之助・太宰治・坂口安吾ら文士と知り合い彼らを撮影する[5]。
- 1947年（昭和22年）秋山庄太郎・石津良介らと写真家集団「銀龍社」を結成する。赤穂英一・植田正治・緑川洋一らが参加する。
- 1950年（昭和25年）日本写真家協会の創立に参加する。
- 1953年（昭和28年）秋山庄太郎・大竹省二・早田雄二と二科会に写真部を創設する。
- 1955年（昭和30年）ミスユニバース日本代表選考会を撮影した『日本代表誕生』がバヤリース・フォト・コンテストの1等となり、日本代表として大会に出場した高橋敬緯子らとともに初めてアメリカ合衆国に渡った。ミス・ユニバース世界大会を取材し、その後ニューヨークなど撮影旅行を行う。
- 1961年（昭和36年）日本写真家協会副会長となる。
- 1971年（昭和46年）日本写真協会年度賞を受賞する。日本写真協会理事に就任する。
- 1972年（昭和47年）二科展出品作「織田広喜」で総理大臣賞を受賞する。
- 1980年（昭和55年）日中写真文化交流の復活のため日本写真文化訪中団に参加し中国に渡る。
- 1981年（昭和56年）日本写真家協会副会長を辞任、名誉会員となる。全日本写真連盟理事に就任する。
- 1983年（昭和58年）紫綬褒章を受章する。
- 1985年（昭和60年）肝臓癌となり1年間に4度の手術を行う。
- 1986年（昭和61年）四男・林義勝の助けを借り最後のライフワーク「東海道」撮影を開始する。札幌市で脳内出血により倒れる。
- 1988年（昭和63年）勲四等旭日小綬章受章、日本写真協会功労賞受賞。徳山文化協会より特別文化功労者として表彰される。
- 1989年（平成元年）徳山市市民文化栄誉賞を受賞。
- 1990年（平成2年）個展「林忠彦の時代」を開催、そのオープニングセレモニーで倒れ入院する。12月18日午前0時27分死去。享年72。

## ギャラリー

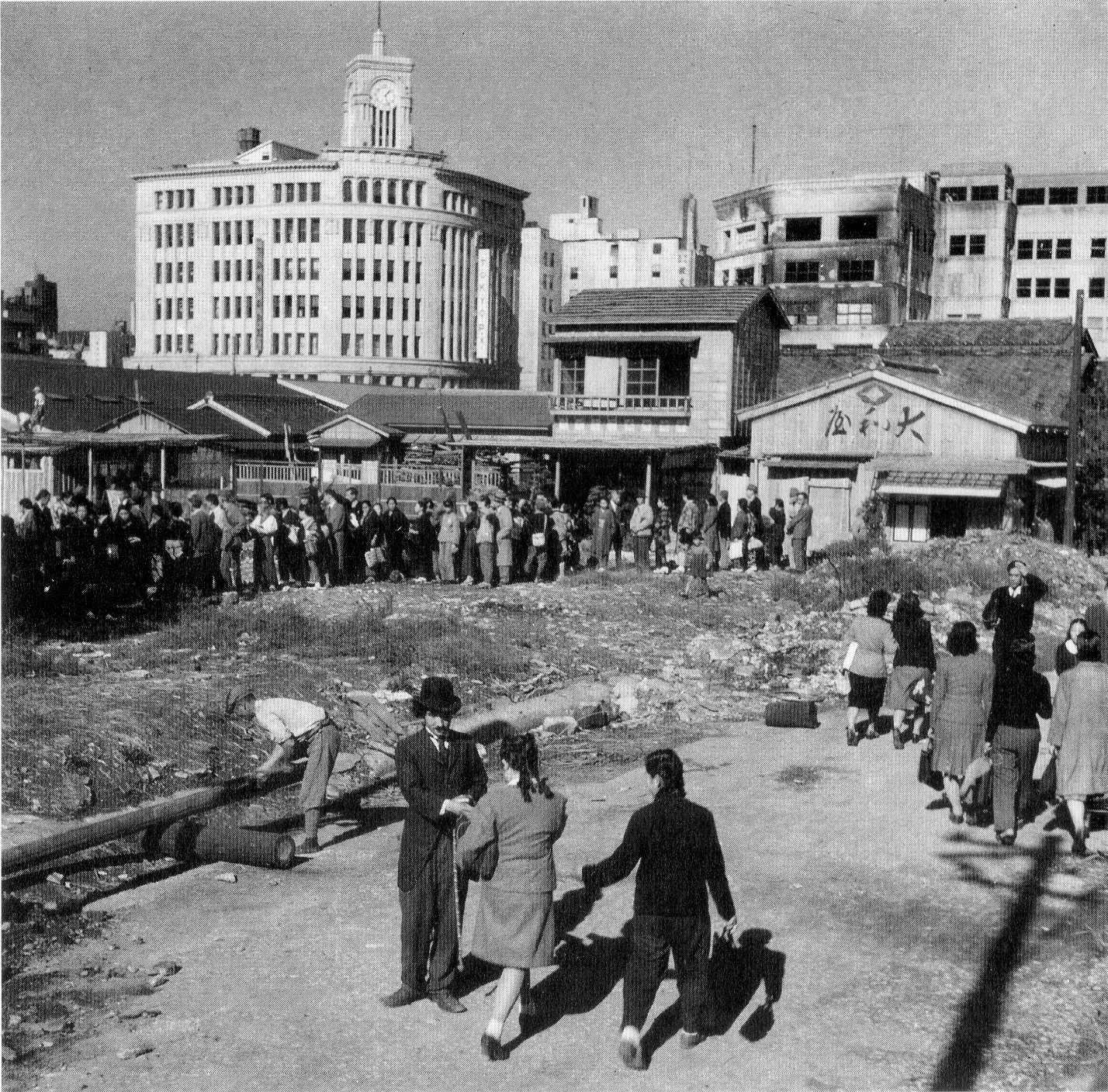
配給を受ける長蛇の列 (銀座、1946年〈昭和21年〉)
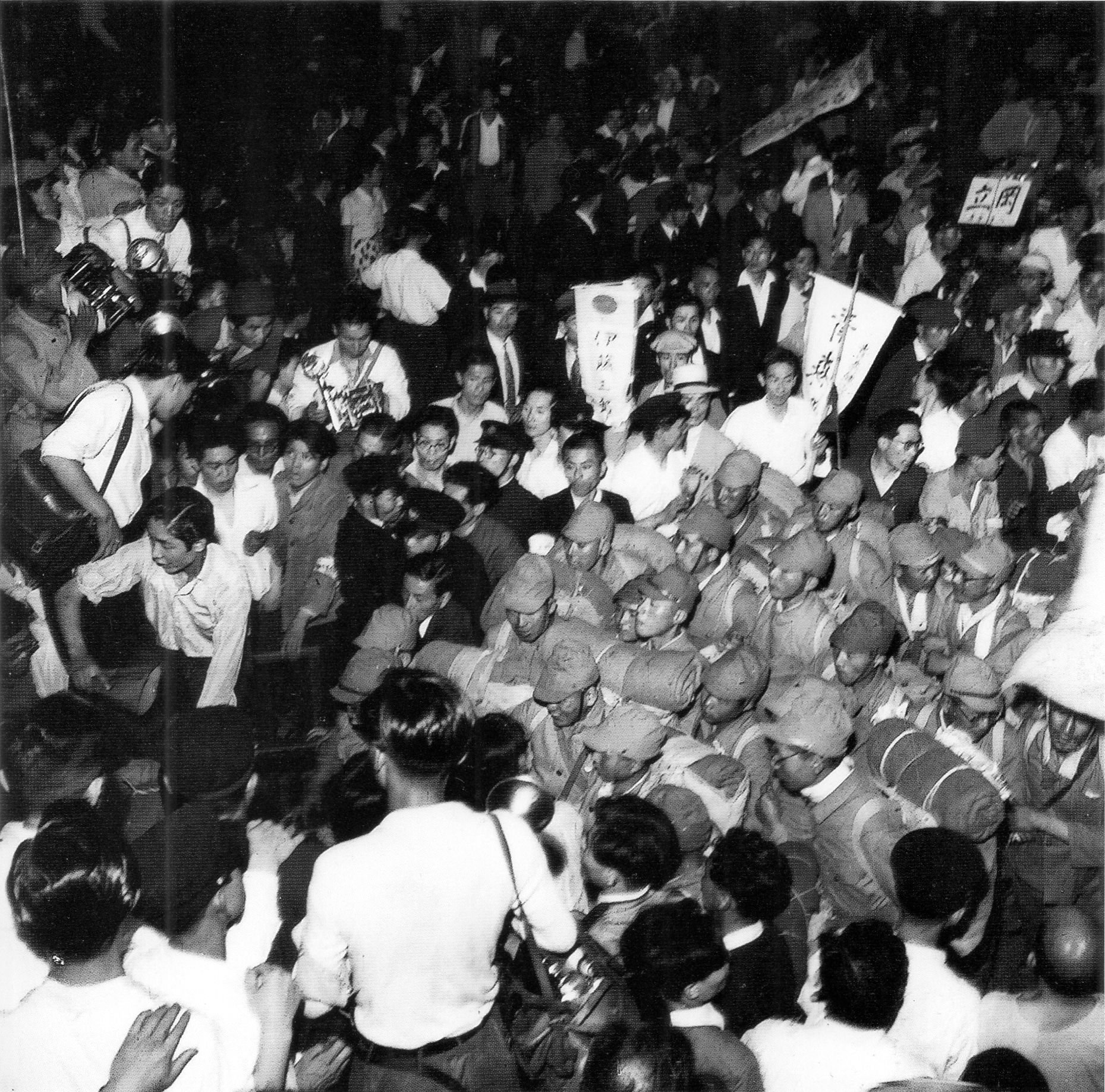
復員 (品川駅、1946年〈昭和21年〉)
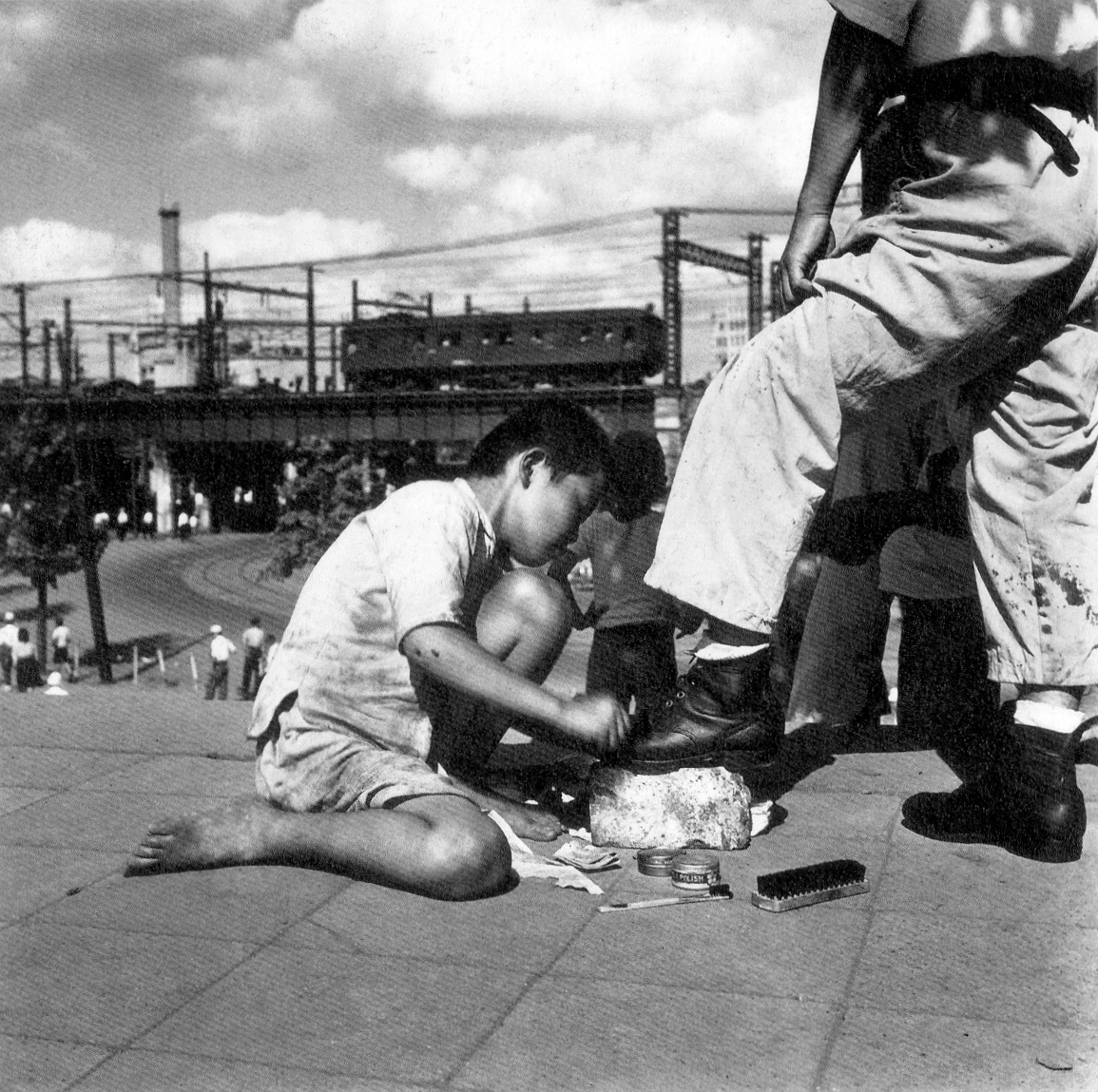
靴磨きをする戦災孤児（1946年〈昭和21年〉）
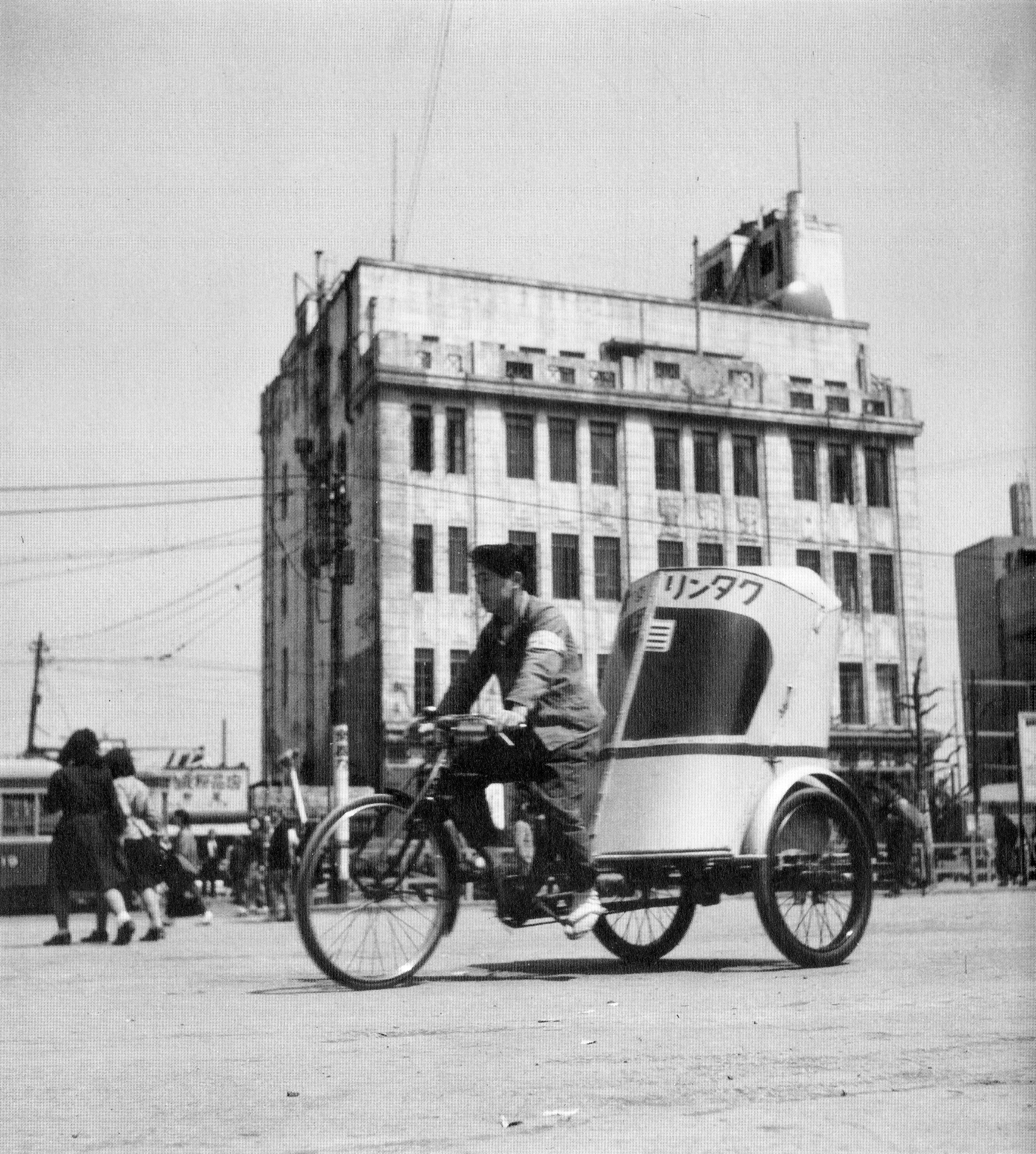
「リンタク全盛時代」(撮影場所不明・1948年〈昭和23年〉ごろ)
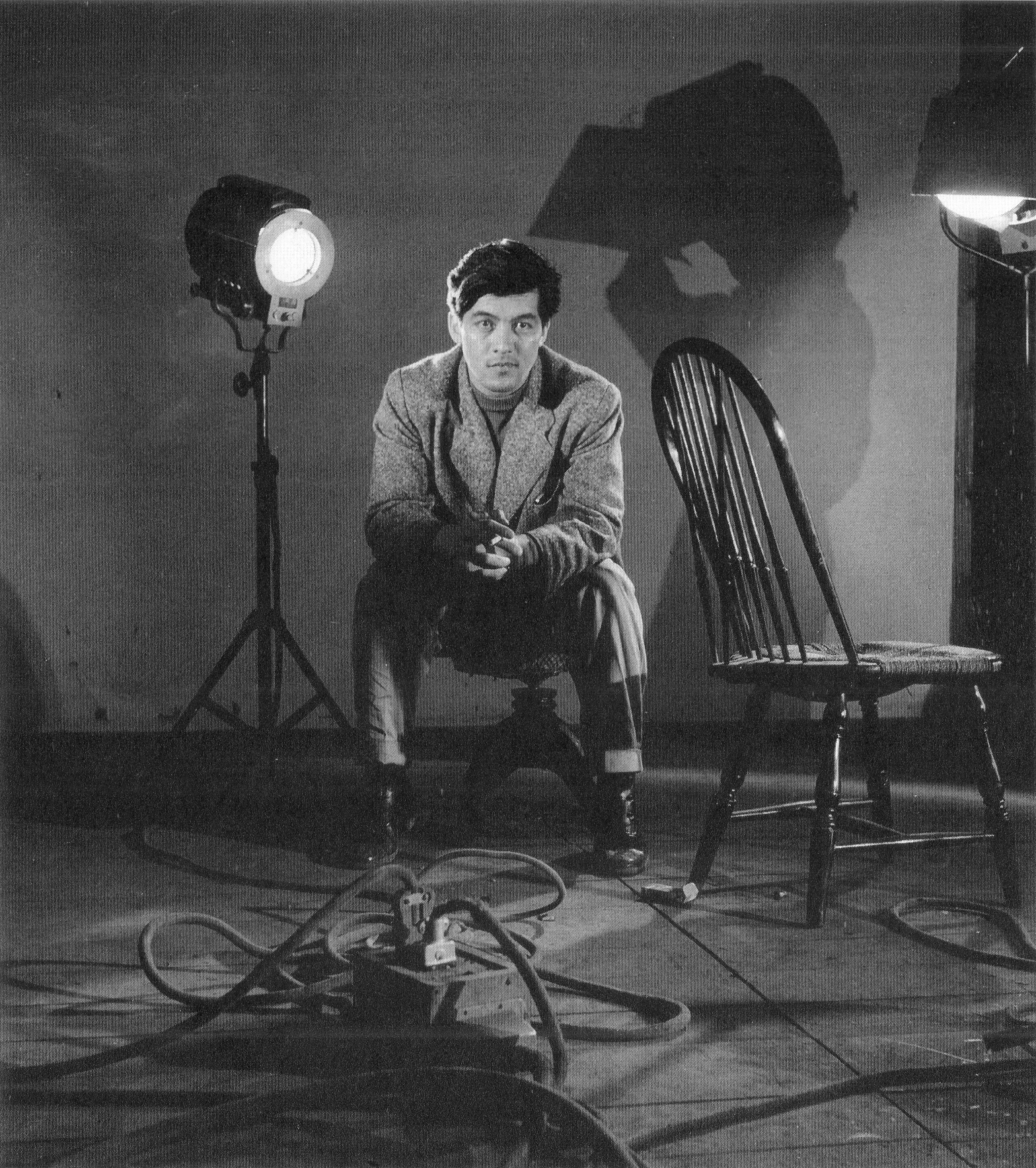
三國連太郎 (1950年〈昭和25年〉)
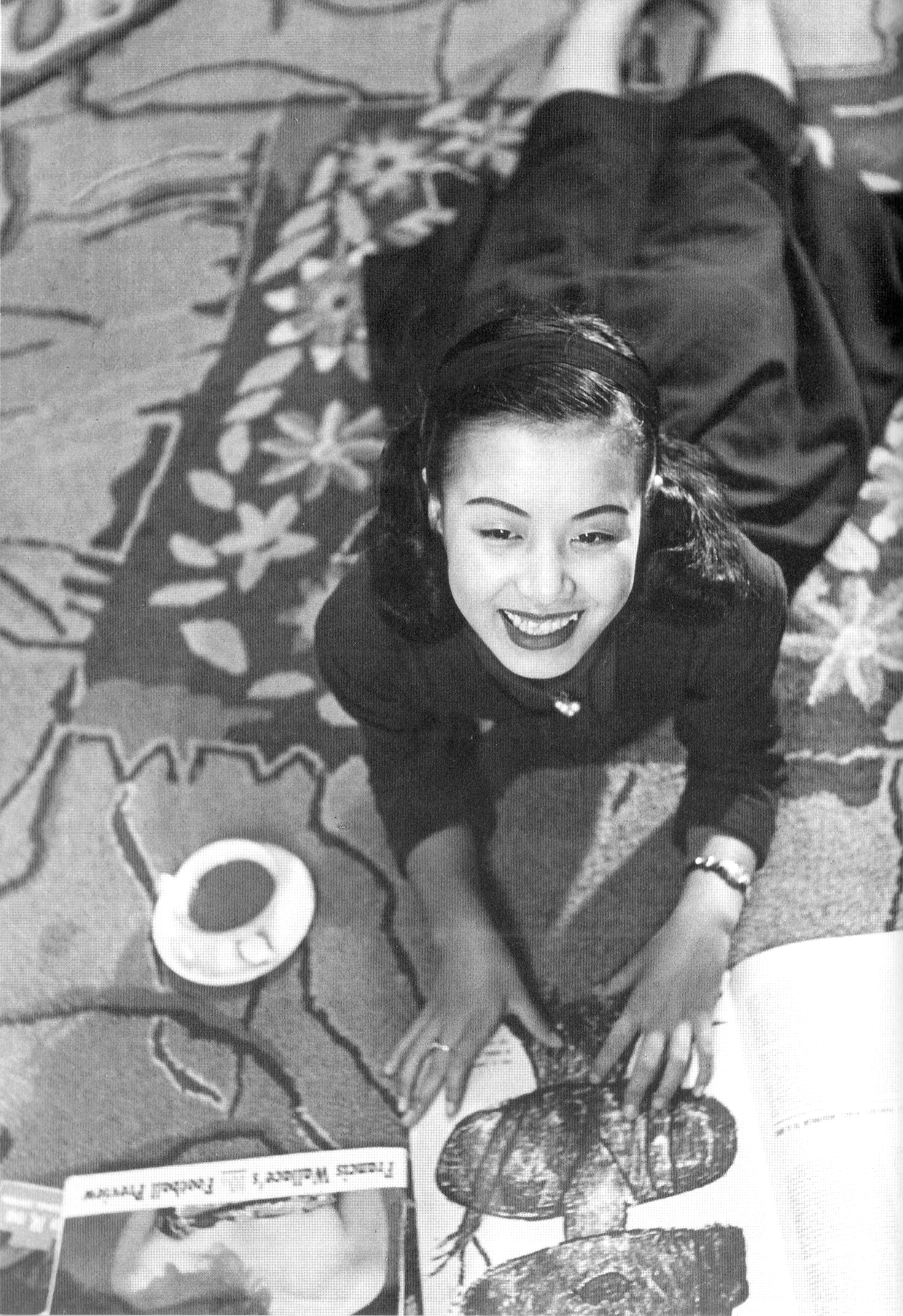
美空ひばり (1952年〈昭和27年〉)
「ハチ公前」《東京の休日》より（東京・渋谷、1954年〈昭和29年〉）

## 著作

### 作品集
- 『小説のふるさと』中央公論社、1957年、全国書誌番号:57005424
- 『カラー日本百景』淡交新社、1964年、全国書誌番号:64009684
- 『日本の作家』巖谷大四文、主婦と生活社、1971年、全国書誌番号:75026391
- 『日本の経営者』草柳大蔵文、ダイヤモンド社、1975年、全国書誌番号:73013178
- 『日本の画家108人』嘉門安雄文、美術出版社、1978年、全国書誌番号:78033954
- 『カストリ時代：昭和21年、東京、日本 林忠彦写真集』朝日ソノラマ、1980年、全国書誌番号:80019659
  - 『カストリ時代：レンズが見た昭和20年代・東京』朝日新聞社〈朝日文庫〉、1987年、ISBN 4-02-260428-X
  - 『カストリの時代』ピエ・ブックス、2007年、ISBN 978-4-89444-597-0 (1987年刊の『カストリ時代』を再編集した本)
- 『長崎　海と十字架』集英社〈現代日本写真全集 日本の心8〉、1980年、全国書誌番号:86000869
- 『若き修羅たちの里　長州路』講談社、1981年、全国書誌番号:82004313
- 『昭和写真・全仕事3　林忠彦』朝日新聞社、1982年、全国書誌番号:82024210
- 『天恩山五百羅漢寺－霊鷲山釈迦説法図 写真集』五百羅漢寺、1982年、全国書誌番号:83028213
- 『西郷隆盛　写真』桐原書店、1983年、全国書誌番号:83048909
- 『日本の家元』集英社、1983年、全国書誌番号:83022814
- 『茶室』婦人画報社、1985年、全国書誌番号:86043156
- 『文士の時代』朝日新聞社、1986年、ISBN 4-02-255483-5
  - 新版 『文士の時代』朝日文庫、1988年、ISBN 4-02-260510-3
  - 増訂版 『文士と小説のふるさと』ピエ・ブックス、2007年、ISBN 978-4-89444-596-3
  - 『文士の時代』中央公論新社〈中公文庫〉、2014年、ISBN 4-12-206017-6
- 『異郷好日　林忠彦写真集』光村原色版印刷所、1989年
- 『東海道　林忠彦写真集』集英社、1990年。遺著
- 『林忠彦写真全集』平凡社、1992年。1000点を収録、大著
- 『織田廣喜　讃歌』サンアート（限定250部）、1992年。
- 『京の茶室：瀬戸内寂聴さんと訪れる 名僧と語る茶の心』林義勝と共同撮影、婦人画報社、1993年、ISBN 4-573-40007-9
- 『全国名茶室案内：国宝から名席まで いつでも拝見できる』婦人画報社〈Ars books8〉、1993年、ISBN 4-573-40008-7
- 『林忠彦 Hayashi Tadahiko』岩波書店〈日本の写真家25〉、1998年、ISBN 4-00-008365-1
- 『東海道の旅：写真集 (Journeys along the Tokaido)』林義勝共著、ウェッジ、2006年、ISBN 4-900594-91-1
- 『日本の作家　林忠彦写真集』小学館〈サライムック〉、2014年、ISBN 978-4-09103-551-6
- 『AMERICA 1955 林忠彦写真集』林義勝監修、徳間書店、2015年、ISBN 4-19-863973-6
- 『時代を語る・林忠彦の仕事』（監修林義勝）光村推古書院、2018年3月

### 著書・その他
- 『人物写真』朝日ソノラマ〈現代カメラ新書〉、1978年、全国書誌番号:78015897
- 『ツァイスＴ　スターレンズの世界』ヤシカ監修、1982年
- 『写真する旅人：林忠彦対談集 われらコンタックス仲間より』日本カメラ社、1991年、ISBN 4-8179-2012-2
- 『文士の肖像 110人』朝日新聞社、木村伊兵衛・土門拳・濱谷浩・秋山庄太郎と共著、1990年、ISBN 4-02-258466-1
- 林義勝 『オヤジの背中　写真家・林忠彦－父・林忠彦』日本写真企画、2015年。ISBN 4-86562-023-0

### 林忠彦賞
林がアマチュア写真家の資質向上のため終生尽力したことを称え、アマチュア写真家の振興を目的として、1991年から毎年1回周南市文化振興財団（理事長は周南市長）により、写真展、写真集などを対象に林忠彦賞が選定されている。
受賞者には東京と周南市（周南市美術博物館）などで写真展の機会が与えられる。また、受賞作品は周南市美術博物館に永久保存される。なお、第18回からは対象をプロ作家にまで広げている。
受賞作品・受賞者は次のとおり
- 第01回 「西域－シルクロード」（写真集）・後藤正治（ごとう まさはる）
- 第02回 「田園の微笑」（写真集）・捧武（ささげ たけし）
- 第03回
  - 「静岡の民家」（写真集）・木村仲久（きむら なかひさ）
  - 「たかちほ」（写真集）・田崎力（たさき つとむ）
- 第04回 「帰らなかった日本兵」（著書）・長洋弘（ちょう ようひろ）
- 第05回 「追いつめられたブナ原生林の輝き」（写真集）・岡田満（おかだ みつる）
- 第06回 「サバンナが輝く瞬間（とき）」（写真集）・井上冬彦（いのうえ ふゆひこ）
- 第07回 「ぼくは、父さんのようになりたい」（写真集）・井上暖（いのうえ だん）
- 第08回 「天空の民」（写真集）・清水公代（しみず きみよ）
- 第09回 「Personal View〔視線の範囲〕」（写真集）・渡里彰造（わたり しょうぞう）
- 第10回 「塩の道　秋葉街道」（写真集・写真展）・竹林喜由（たけばやし きよし）
- 第11回 「ニューヨーク地下鉄ストーリー」（写真展）・角田和夫（すみだ かずお）
- 第12回 「静かな時への誘惑」（写真展）・石川博雄（いしかわ ひろお）
- 第13回 「海を見ていた－房総の海岸物語－」（写真集・写真展）・飯田樹（いいだ たつき）
- 第14回 「古志の里Ⅱ」（写真集・写真展）・中條均紀（なかじょう まさのり）
- 第15回 「繭の輝き」（写真展・雑誌掲載）・田中弘子（たなか ひろこ）
- 第16回 「黄土高原の村／満蒙開拓の村」（写真集）・後藤俊夫（ごとう としお）
- 第17回 「長崎フォトランダム－長崎ば撮ってさらき、半世紀－」（写真集）・小林勝（こばやし まさる）
- 第18回 「ロマンティック・リハビリテーション～夢みる力・20の物語～」（写真集・写真展）・大西成明（おおにし なるあき）
- 第19回 「トオヌップ」（写真集・写真展・雑誌掲載）・小栗昌子（おぐり まさこ）
- 第20回 「基隆」（写真集・写真展・雑誌掲載）・山内道雄 （やまうち みちお）
- 第21回 「東京│天空樹　Risen in the East」（写真集）・佐藤信太郎（さとう しんたろう）
- 第22回 「遠くから来た舟」（写真展）・小林紀晴（こばやし きせい）
- 第23回 「Remembrance」（写真冊子）・笹岡啓子（ささおか けいこ）
- 第24回 「STREET RAMBLER」（写真集）・中藤毅彦（なかふじ たけひこ）
- 第25回 「フィリピン残留日本人」（写真集）・船尾修（ふなお おさむ）
- 第26回 「TOKYO CIRCULATION」（写真集・写真展）・有元伸也（ありもと しんや）
- 第27回 「川はゆく」（写真集）・藤岡亜弥（ふじおか あや）
- 第28回 「Otari-Pristine Peaks 山霊の庭」（写真集）・野村恵子（のむら けいこ）
- 第29回 「私の知らない母」（写真集）・笠木絵津子（かさぎ えつこ）
- 第30回 「東京 二〇二〇、二〇二一。」（写真集）・初沢亜利（はつざわ あり）
- 第31回 「Sakhalin」（写真展・写真集）・新田樹 (にった たつる)
- 第32回 「BENZO ESQUISSES 1920-2012」（写真集）・奥山淳志 (おくやま あつし)